# Sigurd Valvatne
Sigurd Valvatne, né le 1er mai 1913 et mort le 17 décembre 2004, était un officier de marine norvégien. Pendant la Seconde Guerre mondiale, il a servi comme commandant de sous-marin avec le grade de lieutenant. Il a reçu en 1944 la Croix de guerre avec une épée pour ses efforts en tant que commandant du sous-marin HNoMS Ula (P66). Il est également connu pour avoir reconstruit l’arme sous-marine norvégienne dans la période d’après-guerre.

## Biographie
Fils de Arnfinn Valvatne et Kaia Sundnes, Sigurd Valvatne est né le 1er mai 1913 à Kvinnherad. Il rejoint en 1934 l’Académie navale de Horten, où il obtient son diplôme de lieutenant en 1939. Après cela, il a servi sur un sous-marin. 

### Seconde Guerre mondiale
Dès le déclenchement de la Seconde Guerre mondiale à la fin de l’été 1939, il a participé en tant que gardien de la neutralité de son pays.
Après l’attaque allemande sur la Norvège, il fuit au Royaume-Uni. Il a servi sur les sous-marins fournis à la Norvège par la Royal Navy, et a suivi le cours de commandant de sous-marin britannique. À partir de 1941, il est commandant en second et commandant des sous-marins B1, Ula et Utsira. Le service comprenait un certain nombre de patrouilles sur les côtes norvégiennes, y compris des missions de renseignement et d’opérations spéciales en Norvège. Il a mené avec succès des attaques contre des navires de surface allemands, ainsi que des sous-marins.
En tant que commandant du HNoMS Ula (P66), Valvatne a coulé les navires suivants :
- Allemagne nazie Ill le 4 avril 1944
- Allemagne nazie Wesergau le 6 avril 1944
- Allemagne nazie U-974 (sous-marin) le 19 avril 1944
- Allemagne nazie Bahia le 22 avril 1944

### Récompenses
Valvatne a reçu la Croix de guerre avec une épée en conseil le 13 octobre 1944. Sur la suggestion de son supérieur et avec le soutien du haut commandement de la Marine, il a été honoré « pour avoir fait avancer[sic] les efforts en tant que commandant du sous-marin Ula à l’hiver 1943-44 ». Le cadre était secret et relativement étendu, avec des détails concernant l’heure, le lieu et le résultat des opérations. Le ministère de la Défense a décidé que « le lieutenant S. Valvatne s’est distingué d’une manière particulièrement distinguée et qu’il a ainsi obtenu la Croix de guerre avec épée ».
Valvatne a également reçu la Médaille de Saint-Olaf avec branche de chêne, la médaille de guerre et la médaille du 70e anniversaire de Haakon VII, ainsi que l'Ordre du Service distingué britannique, la Distinguished Service Cross, l’Atlantic Star et la Defence Medal 1939-45. Il était également chevalier de l’Ordre de Dannebrog.

### Après-guerre
Après la Seconde Guerre mondiale, Valvatne a continué son service dans la marine. En 1947, il devient commandant de la force sous-marine norvégienne, poste qu’il occupe jusqu’en 1953. Il a également été chef de la 2e division de frégates, directeur du Collège universitaire de défense norvégien et chef d'état-major de la marine.
Après avoir quitté la marine, il est devenu pilote à Oslo en 1969.
Il est mort le 17 décembre 2004, à 91 ans. Il est enterré à Stalsberghagen, depuis 2020 dans la municipalité de Lillestrøm.

## Distinctions
- Croix de guerre avec épée
- Médaille de Saint-Olaf avec branche de chêne
- médaille de guerre
- Médaille de la défense 1940-1945 avec rosette
- médaille du 70e anniversaire de Haakon VII
- Ordre du Service distingué (R-U)
- Distinguished Service Cross (R-U)
- 1939-45 Star (R-U)
- Atlantic Star (R-U)
- Defence Medal 1939-45 (R-U)
- Chevalier de l'ordre de Dannebrog

## Œuvres
- (no) Sigurd Valvatne, Med norske ubåter i kamp, Bergen, Eide Forlag, 1954 (Avec les sous-marins norvégiens au combat)[5]